# Thượng Hàng

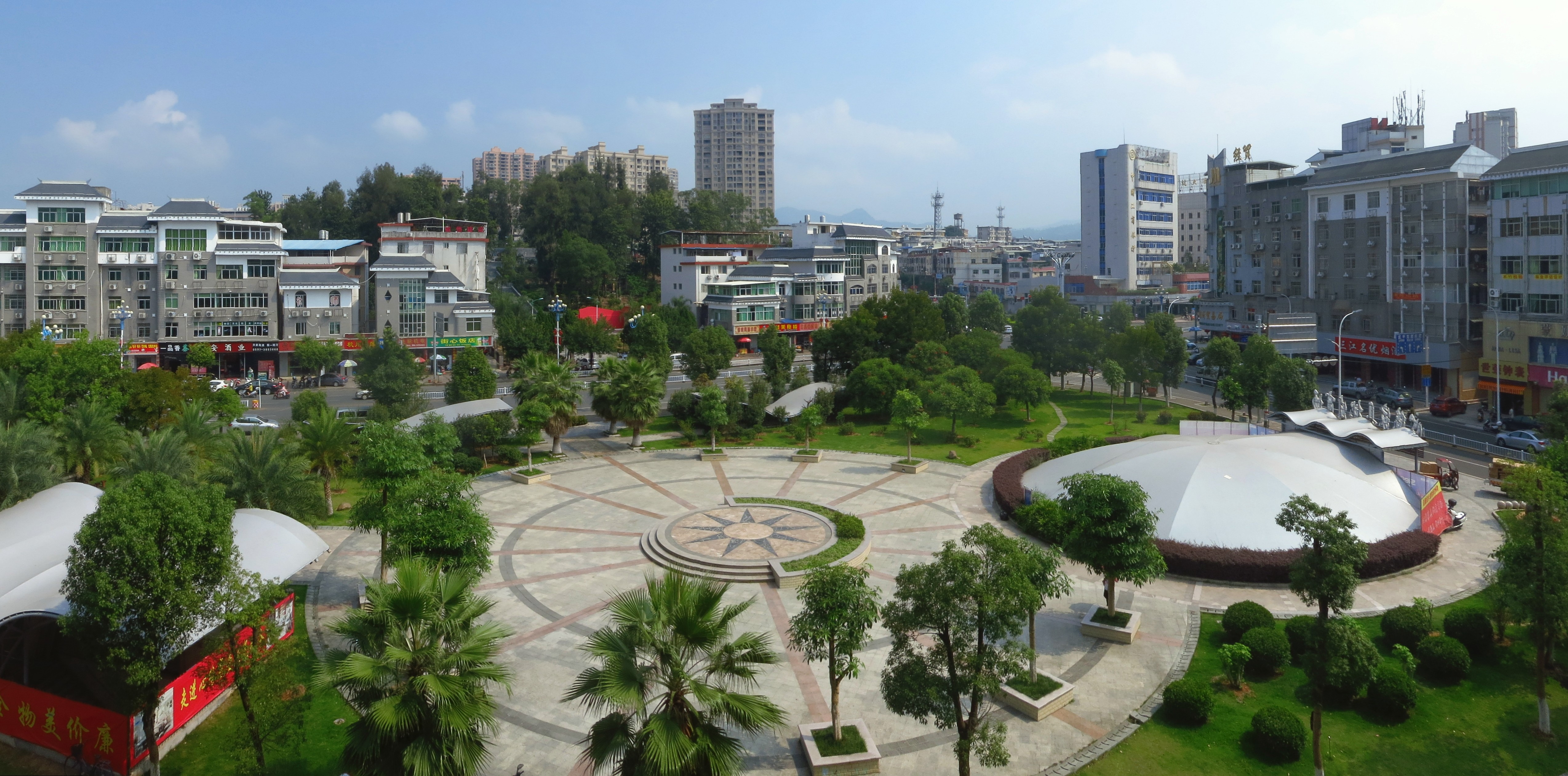
Huyện Thượng Hàn

Thượng Hàng (chữ Hán giản thể:上杭县) là một huyện thuộc địa cấp thị Long Nham, tỉnh Phúc Kiến, Cộng hòa Nhân dân Trung Hoa. Huyện này có diện tích 2848 ki-lô-mét vuông, dân số 483.118 người. Toàn huyện có 121.690 hộ. Mã số bưu chính là 364200. Chính quyền huyện đóng ở trấn Lâm Giang. Về mặt hành chính, huyện này được chia thành 9 trấn, 11 hương và 2 hương dân tộc. Tổng cộng có 335 thôn hành chính.
- Trấn: Lâm Giang, Lâm Thành, Lan Khê, Cổ Điền, Nam Dương, Tài Khê, Trung Đô, Nhẫm Điền, Bạch Sa.
- Hương: Hồ Dương, Cựu Huyện, Thông Hiền, Trà Địa, Phán Cảng, Hạ Đô, Thái Bạt, Khê Khẩu, Giao Dương, Bộ Vân, San Hô.
- Hương dân tộc Dư Quan Trang, hương dân tộc Dư Lư Phong.